# قمری-کوکوی هواهاین
قمری-کوکوی هواهاین (نام علمی: Macropygia arevarevauupa) نام یک گونه منقرض‌شده از سرده قمری-کوکوها است.